# Gonomyia (Leiponeura) liberiensis
Gonomyia (Leiponeura) liberiensis is een tweevleugelige uit de familie steltmuggen (Limoniidae). De soort komt voor in het Afrotropisch gebied.